# محمدآباد (گهرباران)
محمدآباد، نام روستایی از توابع بخش گهرباران شهرستان میاندورود در استان مازندران ایران است.

## جمعیت
این ۲ روستا در دهستان میان‌دورود بزرگ قرار داشته و براساس آخرین سرشماری مرکز آمار ایران که در سال ۱۳۸۵ صورت گرفته، جمعیت آن‌ها ۱۸۴نفر (۴۹خانوار) و ۲۷۲نفر (۷۱خانوار) بوده‌است.